# Alison Moyet
Alison Moyet, fullständigt namn Genevieve Alison Moyet, född 18 juni 1961 i Billericay i Essex och uppvuxen i Londonförorten Basildon, är en brittisk sångerska. Moyet är känd som ena halvan i musikgruppen Yazoo som släppte två framgångsrika skivor i början av 1980-talet. Efter att Yazoo splittrades satsade Alison på en solokarriär. Där har hennes största framgångar varit med låtar som Invisible, Is This Love? och Weak in the Presence of Beauty under 1980-talet.
Moyet växte upp i Basildon. I tonåren var hon punkare och blev sångare i punkbandet The Vandals. Senare var hon sångare i R&B-band innan Vince Clarke kontaktade henne för att spela in en demo av Only You. Låten blev en stor hit 1982 och som Yazoo gav Moyet och Clarke ut två album innan de gick skilda vägar och Moyet inledde en framgångsrik solokarriär.
År 2021 utnämndes Moyet till MBE i samband med drottningens födelsedag, vilket på svenska benämns Riddare av Storbritanniska Empire-orden (RStbEmpO).

## Diskografi

### Studioalbum
- Alf (1984), UK Albums Chart: 1
- Raindancing (1987), UK Albums Chart: 2
- Hoodoo (1991), UK Albums Chart: 11
- Essex (1994), UK Albums Chart: 24
- Hometime (2002), UK Albums Chart: 18
- Voice (2004), UK Albums Chart: 7
- The Turn (2007), UK Albums Chart: 21
- The Minutes (2013), UK Albums Chart: 5
- Other (2017), UK Albums Chart: 12

### Livealbum
- No Overdubs: Live (1996)
- Minutes and seconds - live (2014)

### Samlingsalbum
- Singles (1995), UK Albums Chart: 1
- The Essential Alison Moyet (2001), UK Albums Chart: 16

### Singlar
- "Love Resurrection" (1984), UK Singles Chart: 10
- "All Cried Out" (1984), UK Singles Chart: 8
- "Invisible" (1984), UK Singles Chart: 21
- "That Ole Devil Called Love" (1985), UK Singles Chart: 2
- "For You Only" (1985)
- "Is This Love?" (1986), UK Singles Chart: 3
- "Weak in the Presence of Beauty" (1987), UK Singles Chart: 6
- "Ordinary Girl" (1987), UK Singles Chart: 43
- "Sleep Like Breathing" (1987), UK Singles Chart: 80
- "Love Letters" (1987), UK Singles Chart: 4
- "It Won't Be Long" (1991), UK Singles Chart: 50
- "Wishing You Were Here" (1991), UK Singles Chart: 72
- "This House" (1991), UK Singles Chart: 40
- "Hoodoo" (1991)
- "Falling" (1993), UK Singles Chart: 42
- "Whispering Your Name" (1994), UK Singles Chart: 18
- "Getting into Something" (1994), UK Singles Chart: 51
- "Ode to Boy II" (1994), UK Singles Chart: 59
- "The First Time Ever I Saw Your Face" (1995)
- "Solid Wood" (1995), UK Singles Chart: 44
- "Should I Feel That It's Over" (2002)
- "Do You Ever Wonder" (2002)
- "More" (2003)
- "Almost Blue" / "Alfie" (2004), UK Singles Chart: 99
- "One More Time" (2007)
- "A Guy Like You" (2007)
- When I Was Your Girl (2013)
- Love Reign Supreme (2013)
- Changeling (2013)
- Reassuring Pinches (2017)
- The Rarest Birds (2017)